# Dean McDermott

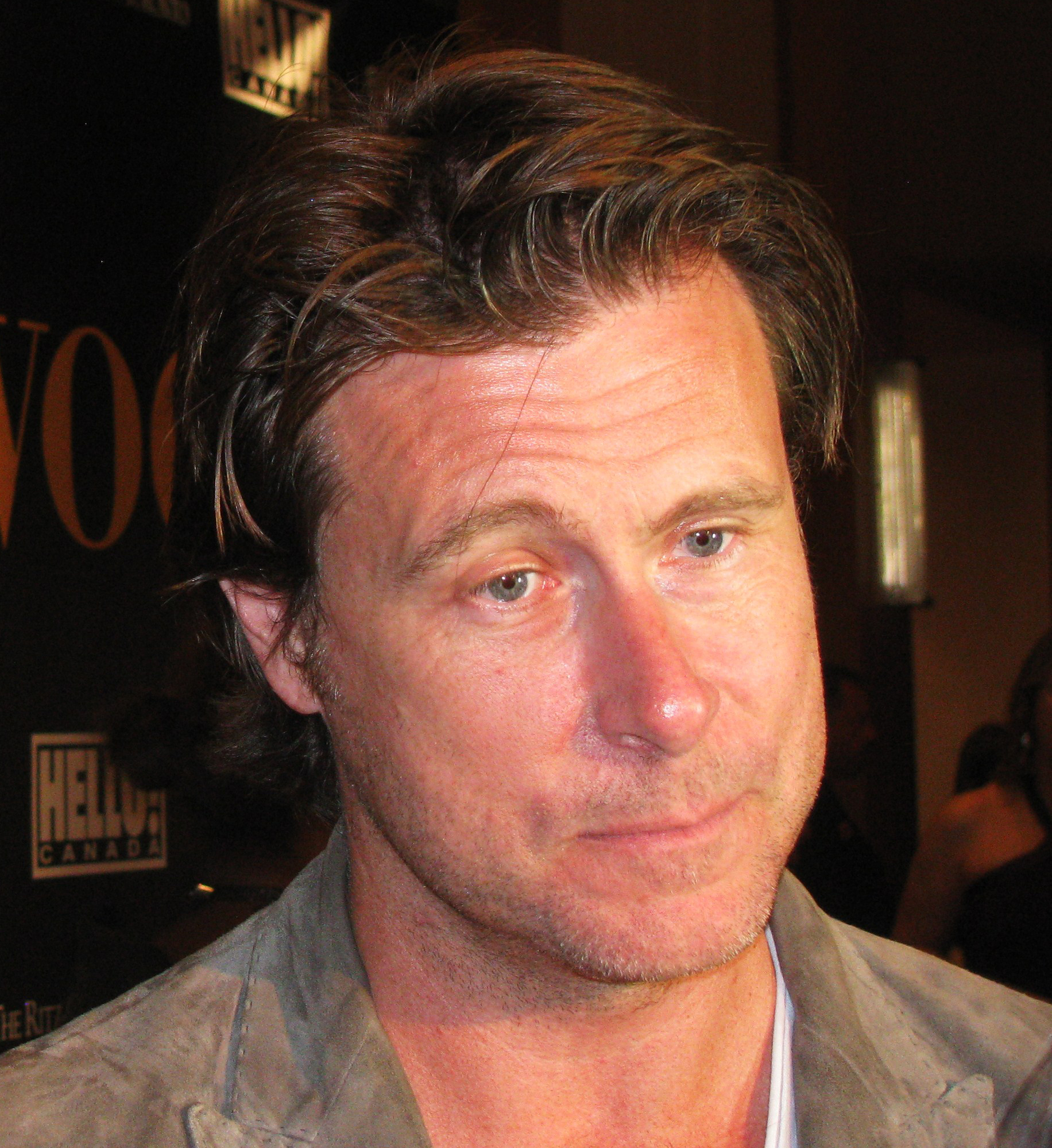
Dean McDermott (2011)

Dean McDermott (* 16. November 1966 in Toronto, Ontario) ist ein kanadischer Schauspieler.

## Leben
Seit Beginn seiner Schauspielkarriere im Jahr 1986 trat McDermott in verschiedenen Fernsehserien und Filmen auf. Im Western Open Range – Weites Land (2003) von Kevin Costner war er als Doc Barlow zu sehen. Sein Schaffen umfasst mehr als 70 Produktionen.
1997 wurde McDermott für die Nebenrolle im dramatischen Fernsehfilm Mütter und Töchter (Lives of Girls & Women) beim Gemini Award nominiert. Eine weitere Nominierung für diesen kanadischen Fernsehpreis gab es im Jahr 2005 für die Folge Saturday at the Tournament in der Comedy-Serie The Tournament für die Ensemble-Besetzung. 
Aus seiner ersten Ehe ab dem Juli 1993 mit Mary Jo Eustace hat McDermott zwei Kinder. Ihr Sohn kam im Oktober 1998 zur Welt. Im Juli 2005 adoptierten die beiden ein Mädchen. Die Ehe zu Eustace wurde im Februar 2006 nach zwölf gemeinsamen Jahren geschieden. Seit dem 7. Mai 2006 ist McDermott mit der US-amerikanischen Schauspielerin Tori Spelling verheiratet, die er bei den Dreharbeiten zu Mind Over Murder (2006) kennengelernt hatte. Zusammen haben die beiden fünf Kinder, drei Söhne (* 2007, 2012 und 2017) und zwei Töchter (* 2008 und 2011).   Im März 2024 beantragte Spelling bei einem Gericht in Los Angeles die Scheidung von McDermott.

## Filmografie (Auswahl)
- 1988: Graveyard Shift 2 (The Understudy: Graveyard Shift II)
- 1989: Erben des Fluchs (Friday the 13th, Fernsehserie, Folge: Crippled Inside)
- 1989: Ultraman – Mein geheimes Ich (My Secret Identity) (Folge: Photon Blues)
- 1991: Verschwörung des Schweigens (Conspiracy of Silence) (Miniserie)
- 1991: Stepping Out
- 1993: Auf eigene Faust (Counterstrike, Fernsehserie, Folge: Clearcut)
- 1993: Die Waffen des Gesetzes (Street Legal, Fernsehserie, Folge: Believe the Children)
- 1994: Mütter und Töchter (Lives of Girls & Women)
- 1994: Inspektor Janek und der Psychokiller (The Forget-Me-Not Murders)
- 1994: So trieben es die wilden Cowboys (Sodbusters)
- 1995: Derby
- 1995: Bloodknot – Skrupellose Abrechnung (Bloodknot)
- 1995: Der Stählerne Adler IV (Iron Eagle IV)
- 1996: Ed McBain – Tod einer Tänzerin (Ed McBain's 87th Precinct: Ice)
- 1995, 1996, 1997, 1998, 1999: Ein Mountie in Chicago (Due South, Fernsehserie, 16 Folgen)
- 1996: Outer Limits – Die unbekannte Dimension (The Outer Limits, Fernsehserie, Folge: Vanishing Act)
- 1996: Kung Fu – Im Zeichen des Drachen (Kung Fu: The Legend Continues, Fernsehserie, Folge: Storm Warning)
- 1996: Critical Choices – Die Entscheidung (Critical Choices)
- 1997: Joe Torre – Baseball ist sein Leben
- 1997: Jack Reed: Die jungen Wölfe bzw. Der Schlächter (Jack Reed: Death and Vengeance)
- 1998: Nikita (La Femme Nikita, Fernsehserie, Folge 2.05: Führungswechsel bzw. New Regime)
- 1998: Blut an ihren Händen (Blood on Her Hands)
- 1998: Kein Vater von gestern (A Cool, Dry Place)
- 1998: Blutige Beweise (Evidence of Blood)
- 1998: The Wall – Abschied vom Heldentum (The Wall)
- 1998: Bone Daddy – Bis auf die Knochen (Bone Daddy)
- 1999: To Love, Honor & Betray
- 1999: Spenser: Small Vices
- 2000: Zweimal im Leben (Twice in a Lifetime) (Folge: Even Steven)
- 2000: Hit Man – Mord nach Anleitung (Deliberate Intent)
- 2001: Tracker (Fernsehserie)
- 2001: WW3
- 2001: Schwesterlein, komm tanz mit mir (Loves Music, Loves to Dance)
- 2001: Ein ungewöhnlicher Fall
- 2001: Hysteria: Die Def Leppard Story
- 2001: Relic Hunter – Die Schatzjägerin (Relic Hunter, Fernsehserie, Folge: Treasure Island)
- 2001: Flug 534 – Tod über den Wolken (Rough Air: Danger on Flight 534)
- 2001: Baby entführt! – Drama am Weihnachtsabend (Stolen Miracle)
- 1999, 2002: Mission Erde (Earth: Final Conflict, Fernsehserie, 5 Folgen)
- 2002: A Christmas Visitor
- 2003: Wall of Secrets
- 2003: The Skulls 3 (The Skulls III)
- 2003: Open Range – Weites Land (Open Range)
- 2003, 2004: Missing – Verzweifelt gesucht (1-800-Missing, Fernsehserie, 3 Folgen)
- 2004: Die Promoterin (Against the Ropes)
- 2005: The Tournament (Fernsehserie)
- 2005: Kojak (Pilotfolge)
- 2005: Navy CIS (Navy NCIS: Naval Criminal Investigative Service, Fernsehserie, Folge: Conspiracy Theory)
- 2005: Without a Trace – Spurlos verschwunden (Without a Trace, Fernsehserie, Folge: Viuda Negra)
- 2006: Mind Over Murder
- 2008: Saving God – Stand Up And Fight
- 2009: Santa Baby 2 (Santa Baby 2: Christmas Maybe, Fernsehfilm)
- 2016: Slasher (Fernsehserie)
- 2018: Sharknado 6: The Last One (The Last Sharknado: It’s About Time, Fernsehfilm)